# Allmoning
Allmoning ist ein Gemeindeteil der Stadt Tittmoning im oberbayerischen Landkreis Traunstein. Der Weiler liegt circa einen Kilometer südlich von Tittmoning.

## Baudenkmäler
Siehe: Liste der Baudenkmäler in Allmoning